# 0マン
『0マン』（ゼロマン）は、手塚治虫による日本のSF漫画。『週刊少年サンデー』（小学館）において、1959年から1960年まで連載された。『週刊少年サンデー』では創刊号から連載された『スリル博士』に続く手塚作品であった。
「0マン」と呼ばれる超人類と人類との抗争を軸とした大河ドラマを展開する作品である。

## あらすじ
日本も参加した近未来の戦争のさなか、インドの奥地で一人の日本兵がシッポの生えた赤ん坊を拾って連れ帰る。リッキーと名付けられた赤ん坊は日本で人間の男の子として育てられ、小学生になっていた。
その頃、科学者の田手上（たてがみ）博士は、「雪男調査団」を率いてヒマラヤから「0マン」という生物を2体、日本に連れ帰る。リッキーは偶然のことからこの2人と出会い、それが自分の実の両親であることと、自分が0マンであることを知る。
リッキーは両親とヒマラヤの地下にある0マン国へと向かう。だが父とははぐれ、母は無断出国を理由に罪人とされる。0マン国が大僧官という独裁者に支配される国であることを知ったリッキーは母親とともに脱出し、再び日本に戻る。
0マンは秘かに日本で人類攻略の手を進めていた。田手上博士に人間の味方となることを約束したリッキーは0マンの箱根の基地を破壊、その対応に0マン側は電子冷凍機という装置を使用した。だがこれが暴走して、日本は寒冷化する。
電子冷凍機を水爆で破壊する作戦も失敗に終わり、寒冷化は全世界へ広がる。田手上博士はリッキーの父の援助を得て地球脱出用のロケットを作り、人類の他の惑星への移住を計画する。一方、地球に残って0マンとの対決を選んだグループがおり、リッキーも加わっていた。彼らは大僧官の娘・リーズを人質に取り、交渉に持ち込むことに成功するが、決裂。このときリッキーは深い傷を負い、0マン側に捕らえられて地下牢に収容されてしまう。だが、地下牢にいた反体制運動家のモルモに手当を受け、彼に協力することになった。
その頃、電子冷凍機の活動が低下し、全世界で大規模な雪解けが起こった。雪解け水は地下の0マン国にも流れ込み洪水が発生、その混乱の中で反体制派が蜂起して革命が起きる。大僧官はリーズとともに辛うじて脱出した。一方、金星に向かった田手上博士らはそこで0マンの先祖のような生物が大量に生息していることを発見する。彼らは金星への居住をあきらめて引き返し、雪解けの起きた地球へと戻った。
0マンの新政府は金星から戻った人間と友好関係を結ぶこととなり、リッキー一家も許されて市民権が与えられた。だが、0マン国を脱出した大僧官は一部の人間と結び、新政府や他の人間と対立する。電子冷凍機を処分するための装置・ブッコ・ワース光線が大僧官側の手に落ち、リッキーたちは捕らえられて窮地に追い込まれる。
優位に立った大僧官側だったが、人間の幹部であるカクテルの鉄とチャコール・グレイが反目し、それを利用した大僧官の差し金で鉄は殺される。人間側は大僧官たちの基地を制圧、リッキーも解放された。しかしグレイはブッコ・ワース光線の装置を保管した部屋に立てこもり、0マン国に照準を合わせて、その建築物や国民を次々と消していった。この知らせに憤ってブッコ・ワース光線の秘密を明かそうとした大僧官はそれを果たすことなく急逝。グレイとブッコ・ワース光線は忽然と消滅して危機は去ったが、0マン国は激しく破壊されていた。
0マン政府は会議を開き、人間との共存をあきらめて金星に移住することを決定した。これを伝えられたリッキーは逡巡の末、金星に行くことを決め、0マンたちは地球を去った。その数ヶ月後、0マン国の跡に田手上博士ら人間の調査隊が訪れる。もぬけの殻となった0マン国を見た田手上博士は、0マンは宇宙に去ったのかもしれないと述べ、もしも人間が戦争で自ら滅ぶようなことがあれば再び0マンはやってくるのではないかと語った。

## 登場人物
0マンの登場人物は、瞳の部分に人間とは異なる描き方（黒丸に斜めに白線の入った形）がなされている。
リッキー
本作の主人公。人間としての名前は力力也（ちから・りきや）。赤い野球帽タイプの帽子を被り、半ズボン姿。同年代の0マンの中でも運動能力に優れている。話の途中で事故に遭遇してシッポを切断し、以後は作り物のシッポをつけるようになる。
リッキーの父親
0マン国では兵器開発などに従事する科学者だった。ヒマラヤで一度は生死不明となるが生き延びる。地球脱出ロケットの製作に協力した。
リッキーの母親
リッキーの父親とともに田手上博士に捕らえられる。その後、0マン・人間双方より過酷な扱いを受け、水爆使用の時には「人間の恨みの中で生きるより」とリッキーとともに爆発での死を選ぼうとした。ピットやガリ公の母親代わりにもなる。
田手上（たてがみ）博士
生物学者。名前の通りライオンのたてがみのような顔の輪郭に眼鏡をかけている。「雪男探検隊」でリッキーの両親を捕獲する。首相とは同窓生。NHKが特別放送を許すほどの信用と影響力がある。
力有武（ちからありたけ）
元日本兵。リッキーの育ての親。帰国してからは建設作業員となっていた。リッキーのシッポを切除する手術の費用を工面するため、田手上博士の研究所から0マンを強奪する計画に参加するが偶然その場にいた（息子である）リッキーと鉢合わせになり銃殺される。
ドンペイ
小学校でのリッキーの親友。リッキーのシッポの秘密を知っていた。途中出番がなくなるが、終盤に意外な活躍を見せる。
アセチレン・ランプ
「おんぼろタイムス」の新聞記者。0マンの存在を知り、リッキーを捕らえようとするが失敗。その後、0マンのロケットの設計図を入手。アメリカに渡って、寒冷化により無人化した街から財物を略取して成り上がるが、ロケットを完成できないままに凍死。『週刊少年サンデー』での連載時には名前を「乱風記者」と表記したコマがある。
甘井と桃山
「おんぼろタイムス」でのランプの同僚記者。キャラクターはチックとタックを使用。リッキーたちの味方となって行動する。お人好しで楽天的だが、0マンとの和平交渉の時にはそれを0マン側に利用されたことも。
首相
日本の総理大臣。エンマ大王の策略により、替え玉に置き換えられてしまう。容貌は連載当時の岸信介首相を模したものになっている。
エンマ大王
人間としての名前はクノッペン・ハウト。生物学者で、田手上とも旧知の関係。ヒマラヤで0マン国へ連れて行かれ、以後0マンの手先として活動する。電子冷凍機により凍死。
ピット・ハウト
エンマ大王の息子。父が0マンに殺されたと信じたことから、リッキーに報復を試みる。しかし逆にやり返され、さらに父の真相を知ったことでリッキーと親交を結んだ。
サタン
エンマ大王の手下で、サングラスをかけた美形悪役風の男。実はロボットである。
大僧官
0マン国の支配者で独裁者。はげ上がった頭とあごひげが特徴。長い服の中に入れているシッポは、地位の割には貧相である。人類を嫌悪し、0マンが取って代わることを考えている。娘のリーズを溺愛している。
リーズ
大僧官の一人娘。大僧官の配慮で、0マンの子どもが収容される「子どもの街」ではなく大僧官のもとで暮らしている。人類を嫌う父親には批判的で、意志の強い性格。
ガリ公
0マンの少年。リッキーとの喧嘩に負け、それ以後は親友となる。
飛車角副官
自衛隊の士官。0マンに対して憎悪を抱き、リッキーやその母親に厳しい仕打ちをする。その後、電子冷凍機の操作方法を知るためリッキーとともに0マン国に潜入。だが志は果たせずに殺される。
ローヤル博士
アメリカの科学者。キャラクターはレッド公を使用（ただし、髪が白髪になっている）。一時はランプに拉致され、ロケットの開発をさせられていた。その後は地球に残って0マンと戦う道を選ぶ。
クレージー・キャッツ将軍
0マンに対する人類側の攻撃司令官。好戦的な性格で、0マンとの和解を最後まで拒否し、悲惨な最期を遂げる。
モルモ
0マンの反体制活動家。逮捕され、地下牢に閉じこめられていた。収容されたリッキーに手当てを施す。革命後は大統領に就任。
ポリン
0マンの反体制活動家。革命後は新政府の一員となる。
カクテルの鉄
力の元戦友。キャラクターは東南西北を使用。田手上博士の研究所への0マン強奪計画を力に持ちかけた。その後、ロケットで宇宙から日本に戻った際に電子冷凍機を発見し、世界征服の野望を抱く。大僧官とも手を結ぶが、チャコール・グレイと対立し、手下に殺害される。
チャコール・グレイ
0マン国を追われた大僧官を救出した人間。大僧官と結ぶことで世界を手中にすることを画策、カクテルの鉄とも一度は手を結んだが、対立。大僧官の入れ知恵で鉄を殺害。だが、その後精神に異常を来たし、ブッコ・ワース光線の装置を操った後に姿を消した。名前は当時流行した色柄から。
谷川
日本人の青年。元は灯台守をしており、エンマ大王の命令でサタンが原子分解銃を使って消した灯台から間一髪で逃れた経験を持つ。金星に向かったロケット搭乗者の一人となり、地球に戻ってからは日本基地に在籍。鉄と対立して殺されかかるが、リッキーにより一命を取りとめる。終盤で大僧官側と対峙する人間側のリーダー格となる。

## 0マン
0マンは金星に住んでいたリスに似た生物が進化したもので、その昔探検隊として地球に来訪し、金星での戦争のために残留した中の一つがいから数を増やした。大僧官は人間を嫌っているが、実は多くの人間の習俗が0マンの社会には取り入れられている。衣服もその一つである。かつては全身を覆う黒いマント状の衣服が着用されていた。これは高級官僚の制服に残っている。
0マンには、
- 簡単な予知ができる
- 他の言語をすぐに解読できる
- ウソをつくことができない

といった能力があることが作中で紹介されている（ただし、必ずしもこの設定が守られていない描写も見受けられる）。
0マン国では一定の年齢に達した子どもは親から離されて「子どもの町」で育てられる。その後に検査員による能力測定が行われて将来の進路が決められ、それに見合った教育が施される。
年に1度、カーニバルにも似た「ムームーの日」という祭りがあり、市民が着ぐるみ等の衣装で動物に仮装し、「動物たちが仲良くしていこう」と願うと同時に、祖先の「リス神」を祀る行事が行われる。これにより、祖先崇拝の風習が0マンにもあることが分かる。また、ムームーの日は、動物の着ぐるみを着ているので、仮装大会が同時に開かれており、作中ではリッキーとともに0マン国に潜入した飛車角副官が人間の仮装と間違えられて1等になっている。

### メカニック
多くの高度なメカニックを保有している。
原子分解銃
光線銃の一種。光線が当たった対象を原子レベルにまで分解してしまう。灯台なども一瞬で分解された。
人造細胞による替え玉製造器
生物の型を取りそこに人造細胞を流し込むことで、そっくりの替え玉を作る装置。大量のクローンを製造可能である。和平交渉団に随行して0マン国を訪れた甘井と桃山に対して、0マンの「替え玉屋」が「0マンは替え玉でケンカをさせたりする」と説明する場面がある。
電子冷凍機
絶対零度近くまで気温を下げることができる装置。
人間自殺機
人間の脳波に働く光線を発し、自殺をさせる兵器。0マンには効かない。作中では実際の使用はサンプルの人間の替え玉に対して使う描写とピット・ハウトの回想シーンのみ。ほかに本物の人間に対して使用されかかる場面が2度出てくるが、いずれも未遂に終わっている。
ブッコ・ワース光線
光線を照射された対象物を異次元に送り込んでしまう。全世界に照準を合わせることが可能。
また、リッキーが自作した武器もある。
ヤモリ
槍と銛を組み合わせた武器。槍の先端部分のやじりが飛び出して長く伸びる機能を持つ。またこのやじりは電気を通したり磁石などに変わったり、物を溶かすという機能も持つ。リッキーが常に携帯している武器。

## 評価など
『来るべき世界』に類似したテーマやプロットを扱いながら独自の設定を盛り込み、手塚にとっては週刊少年誌での初のヒット作と呼べる作品になった。手塚は、連載中に刊行された集英社版の単行本第2巻のあとがきで、「今では『0マン』はわたしの作品の中でも『ジャングル大帝』とならべたいほどの大きな物語になり、わたしも自信をもってかきつづけています」と記しており、熱意を持って取り組んでいたことがうかがえる。
ただし、当時の読者（主に小学生であった）には内容的にややハードルが高かったという指摘（呉智英）があり、米澤嘉博も人間ではないリッキーのなじみにくさや複雑な構成を理由に「当時読者にどれだけ受け入れられたかわからない」と記している。手塚は作中に、ヒマラヤの原住民のあるセリフを逆に読むと「科学漫画は難しくて読みにくい」となるお遊びを入れている。
「雪男（イエティ）」は、本作の連載開始の少し前に日本から専門の調査団が派遣されるなど、マスコミにおいて話題になっていたものであった（イエティの項を参照）。

## 初出
『週刊少年サンデー』1959年9月13日号-1960年12月11日号連載

## 単行本
- 『0マン』（集英社）　全7巻
- 手塚治虫漫画選集『0マン』（鈴木出版）全8巻
- 別冊少年ブック『0マン』（集英社）全2巻
- コンパクトコミックス『0マン』（集英社）全4巻
- サンコミックス『0マン』（朝日ソノラマ）全4巻
- 手塚治虫漫画全集『0マン』（講談社）全4巻
- 中公漫画叢書『0マン』（中央公論社）全3巻
- 小学館叢書『0マン』（小学館）全2巻
- 小学館文庫『0マン』（小学館）全2巻
- 秋田文庫『0マン』（秋田書店）全2巻
- 手塚治虫文庫全集『0マン』（講談社）全2巻

『週刊少年サンデー』掲載当時の内容を復刻した単行本が、2011年6月23日に小学館クリエイティブより限定版BOX（全3巻）として刊行された。

## アニメ化構想（実現せず）
虫プロダクションによる「虫プロランド」構想（詳細は『新宝島 (テレビアニメ)』を参照）の一環として1963年頃アニメ化が企画された。しかし、この構想は1964年4月には取りやめになってしまう。
1968年になって改めて虫プロでアニメ化が企画され、6月に4分のパイロットフィルムが制作された。北野英明や村野守美が作画を担当したが、当時人気のあった『巨人の星』のようなキャラクターをテレビ局から要請され、デザインは原作から大きく離れたものになってしまった（下記外部リンクを参照。手塚は「星飛雄馬のようなリッキー」と講談社版全集の「あとがき」に記している）。しかし、売り込みには結びつかず、やがて日本興業銀行が「リッキー」という金融債商品を出したことなども一因となって制作は実現しなかった。
本作の内容を紹介したものとして、アニメ雑誌『アニメージュ』の1978年9月号（徳間書店）にフィルムストーリーが掲載され、さらに1999年に河出書房新社から刊行された『手塚治虫絵コンテ大全2 W3』にパイロットフィルムの絵コンテが収録されている。
一方、これとは別に、原作に近いデザインで制作されたイメージボードの存在が確認されている。「虫プロランド」構想時のものとも考えられるが、制作時期等は未詳である。
さらに、虫プロダクションがテレビアニメを開始するにあたり、『鉄腕アトム』の他に本作が候補となっていたという元虫プロスタッフの須藤将三による証言も存在する。この証言について独自に取材を行った津堅信之は、この話は当時広告代理店の萬年社でテレビアニメの放映権交渉を担当した穴見薫（後に虫プロ常務）から須藤が聞いたものであるとし、『アトム』のアニメ化をめぐる他の関係者の証言も考慮に入れた上で、『0マン』は『アトム』のアニメ化を実現するために比較対象として持ち出された企画（一種の「当て馬」）ではなかったかと推論している。

### パイロットフィルム詳細
虫プロダクション/1968年6月/4分/イーストマンカラー
スタッフ
- 原作、構成：手塚治虫
- プロデューサー：山本暎一
- 脚本：辻真先
- 原画チーフ：北野英明
- SFオブザーバー：石津嵐
- 原動画：村野守美、波多正美
- 動画：瀬山義文
- 背景：伊東恒久